# Segaralangu
Segaralangu is een bestuurslaag in het regentschap Cilacap van de provincie Midden-Java, Indonesië. Segaralangu telt 6266 inwoners (volkstelling 2010).